# ブーノス
ブーノス（古希: Βούνος, Bounos, Būnos）は、ギリシア神話の人物である。長音を省略してブノスとも表記される。伝令神ヘルメースとアルキダメイアの子。コリントス王。
コリントスのエウメーロスによると、コリントスは後のコルキス王アイエーテースによって支配されていたが、アイエーテースはコルキスに去る際に王権をブーノスに預けたという。ブーノスの死後は、アローエウスの子エポーペウスがコリントスを支配した。旅行家パウサニアースによると、アクロコリントスにはヘーラー・ブーナイアー（ブーノス勧請のヘーラー）の神域があり、ヘルメースの子のブーノスが創建したため、この名前で呼ばれたと述べている。